# Lactophrys triqueter
Espèce
Le Poisson-coffre à points blancs (Lactophrys triqueter) ou Coffre baguette est une espèce de poissons-coffres de la famille des Ostraciidés. Les plus grands individus mesurent 30 cm.